# IV. Theuderich frank király
IV. Theuderich (713 – 737 márciusa/áprilisa) frank király 721-től haláláig.
III. Dagobert fiaként született. Nagy Károly nagyapjának, Martell Károlynak befolyása alatt álló bábkirály volt, így a korabeli krónikások egyáltalán nem foglalkoztak személyével. Úgyszólván egészen észrevétlenül hanyatlott ősei sírjába. Halálát egyetlen krónikás sem jegyezte föl, s Martell Károly a trónt bátran betöltetlenül hagyhatta, nem törődött azzal senki.